# Walter Avalos
Walter David Avalos Amarilla (Asunción, 8 febbraio 1976) è un ex calciatore paraguaiano, di ruolo centrocampista.

## Caratteristiche tecniche
Giocava come centrocampista.

## Palmarès

### Club

#### Competizioni nazionali
- Campionato paraguaiano: 3

Olimpia: 1998, 1999, 2000